# Arturo Lupoli
Arturo Lupoli, född 26 juni 1987 i Brescia, Italien, är en italiensk fotbollsspelare. Han spelar sedan 2013 i Varese.

## Fotnoter
1. ↑  transfermarkt.com, transfermarkt.com spelar-ID: 22227, läst: 9 oktober 2017.[källa från Wikidata]
2. ↑  As, Grupo PRISA, AS.com atlet-id: lupoli/15357.[källa från Wikidata]